# Роздільна I
Роздільна І — вузлова дільнична залізнична станція Одеської залізниці. Розташована на дільниці Подільськ — Одеса між станціями Роздільна-Сортувальна (5 км) та Єреміївка (20 км). Розташована в місті Роздільна Одеської області. Станція є транспортним вузлом дев'ятого пан'європейського транспортного коридору (гілка С: Любашівка — Роздільна — Одеса). Від станції відгалужується гілка до станції Кучурган довжиною 11 км.
На станції розташований лінійний відділ поліції УМВС України на Одеській залізниці.

## Назва станції
Існує дві версії виникнення назви станції: перша — у зв'язку з тим, що залізнична магістраль розділяється на Одесу та Тирасполь. Згідно з іншою версією біля залізничної станції було озеро, яке в посушливі роки пересихало й утворювалося два басейни розділених лінією суходолу. На цьому місці була побудована водокачка, яка давала воду для паровозів.
Станція Роздільна I так почала називатись з 1958 року, коли виникла станція Роздільна II,яка функціонувала до кінця 1990-х років XX століття, на ній здійснювали зупинки приміські поїзди. Вона була розташована між станціями Роздільна I та Роздільна-Сортувальна. Станційна будівля з назвою станції збереглась, зараз вона стала приватним будинком.

## Історія
Грабарні роботи на території сучасної станції почались ще у 1863 році, а відкриття відбулось 1865 року при прокладанні залізниці Одеса — Балта, а через 2 роки після відкриття станції була побудована лінія Одеса — Тирасполь і станція стала вузловою. На цьому місці залізничники заснували населений пункт з 20 дворів (179 осіб). Вони працювали по 15—16 годин на добу, а заробляли пересічно по 25—30 копійок на день.

Світлини зустрічі імператора Миколи ІІ (вересень 1904 року)
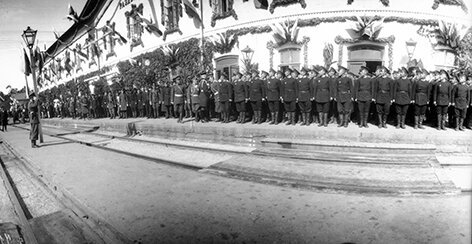
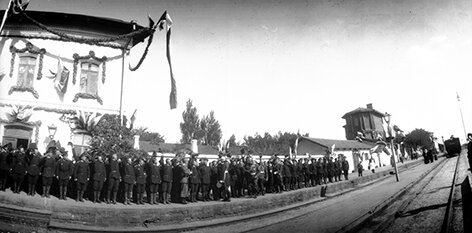

1895 року був побудований кам'яний вокзал, який прослужив 110 років.
У загальнонаціональному страйку 1903 року на півдні України брали участь і роздільнянські залізничники. Вони висували такі вимоги: збільшити розцінки за щоденну роботу, оплачувати працю у святкові дні у полуторному розмірі, двічі на місяць видавати зарплату тощо. 22 жовтня 1905 року місцевими залізничниками був припинений рух поїздів між Одесою і Бірзулою. Трохи згодом, 17 листопада службовці та робітники Роздільної створили профспілку, а разом з нею з'явились нові вимоги. Після придушення страйку почались репресивні дії з боку влади: 19 грудня 1905 року було оголошено про заборону профспілок, створені «чорні дошки», куди потрапляли не згодні з керівництвом службовці та робітники (їм занижували заробітну платню, звільняли з роботи).
У 1906 році на станції Роздільна Понятівської волості Тираспольського повіту Херсонської губернії існувало залізничне 2-х класне міністерське училище, в якому навчалось 93 хлопці та 74 дівчини. На станції працювало 300 осіб. При станції була поштово-телеграфна контора шостого класу з 19 телеграфістами та 2 поштарями, залізничний приймальний покій з 1 лікарем та 2 фельдшерами.  
1906 року Роздільна стала станцією першого класу Південно-Західної залізниці. 1907 року розпочало свою роботу оборотне локомотивне депо, де залізничники робили потоковий ремонт та заправку паротягів для зворотного рейсу. З паровозного та вагонного відділення складалась залізнична майстерня, де ремонтували рухомий склад та виготовляли запчастини. Саме в цей час на цьому вузлі працювало приблизно 300 робітників і службовців (переважно машиністи, стрілочники тощо). Ц селищі біля станції зі 189 дворів мешкало 117 залізничників.
Упродовж 1913—1914 років станція була центром 3-ї ділянки земства, яке очолював Ілля Ілліч Безнощенко. Місцева Свято-Миколаївська церква, яку очолював священник Іпполіт Романович, відносилась до Катаржинської благочинної округи.

Старовинні фото
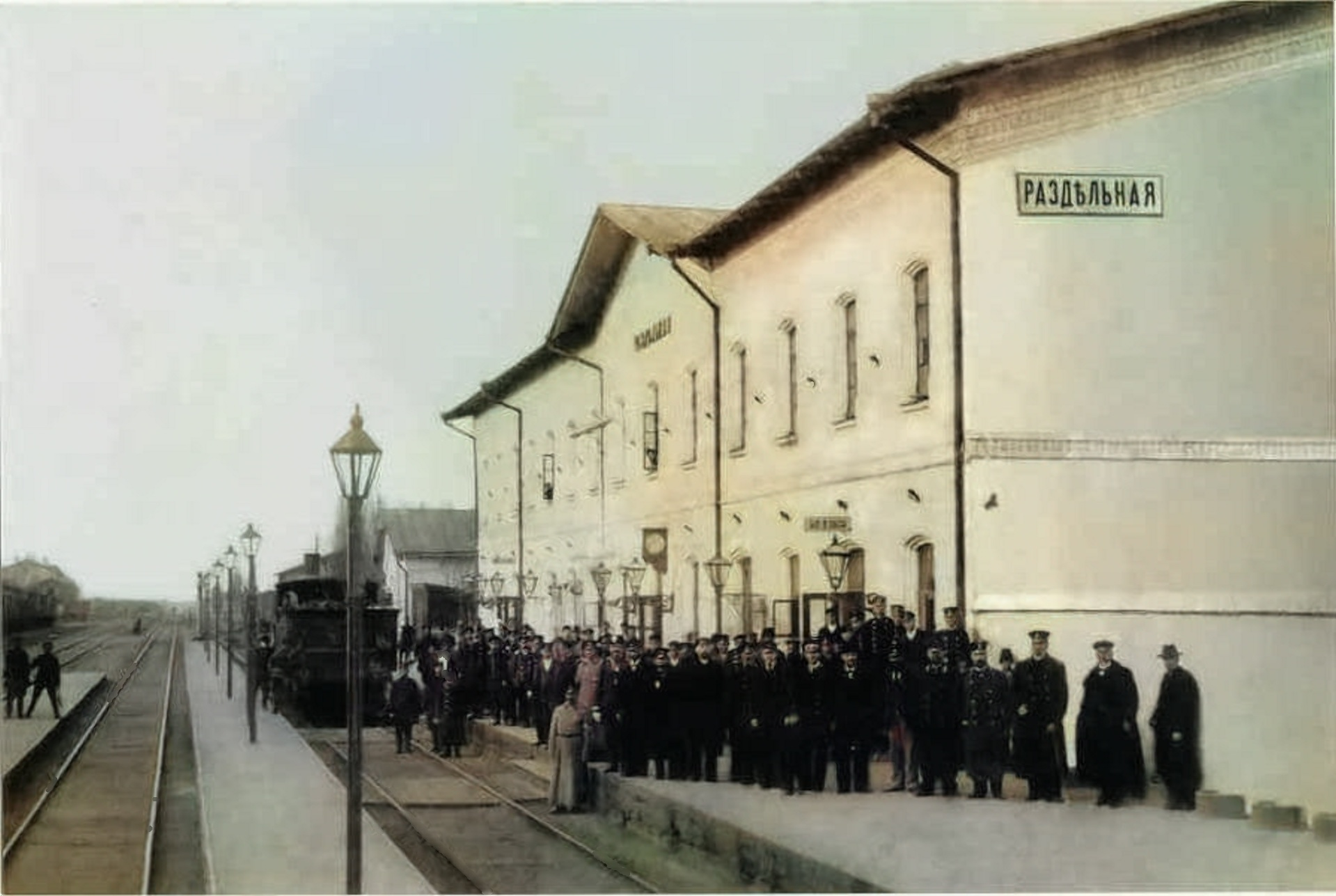
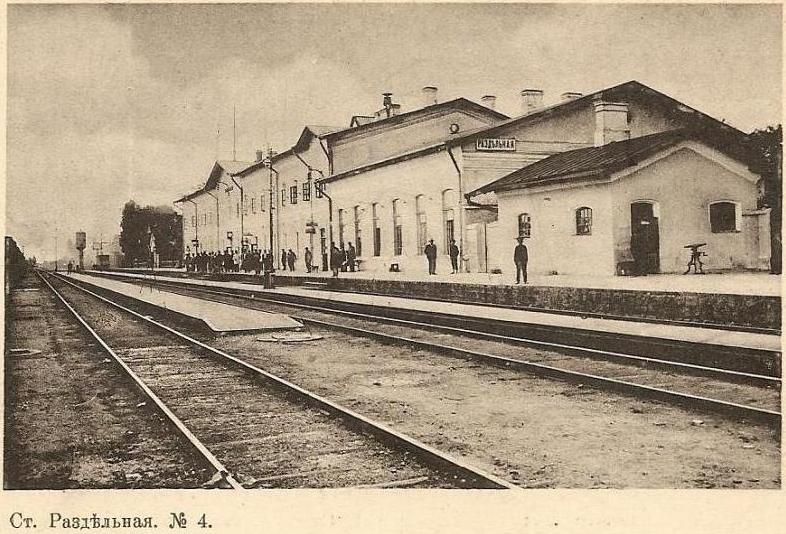
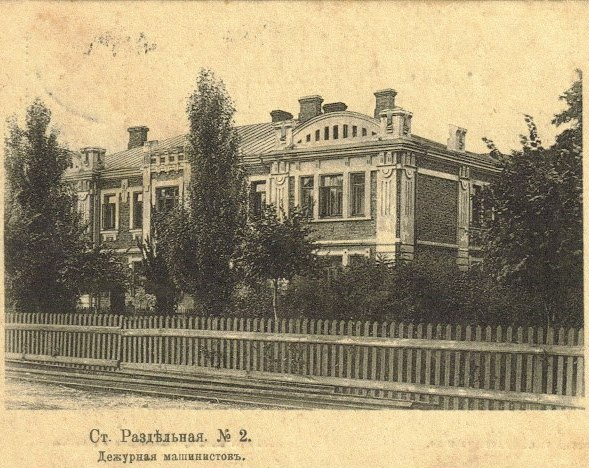
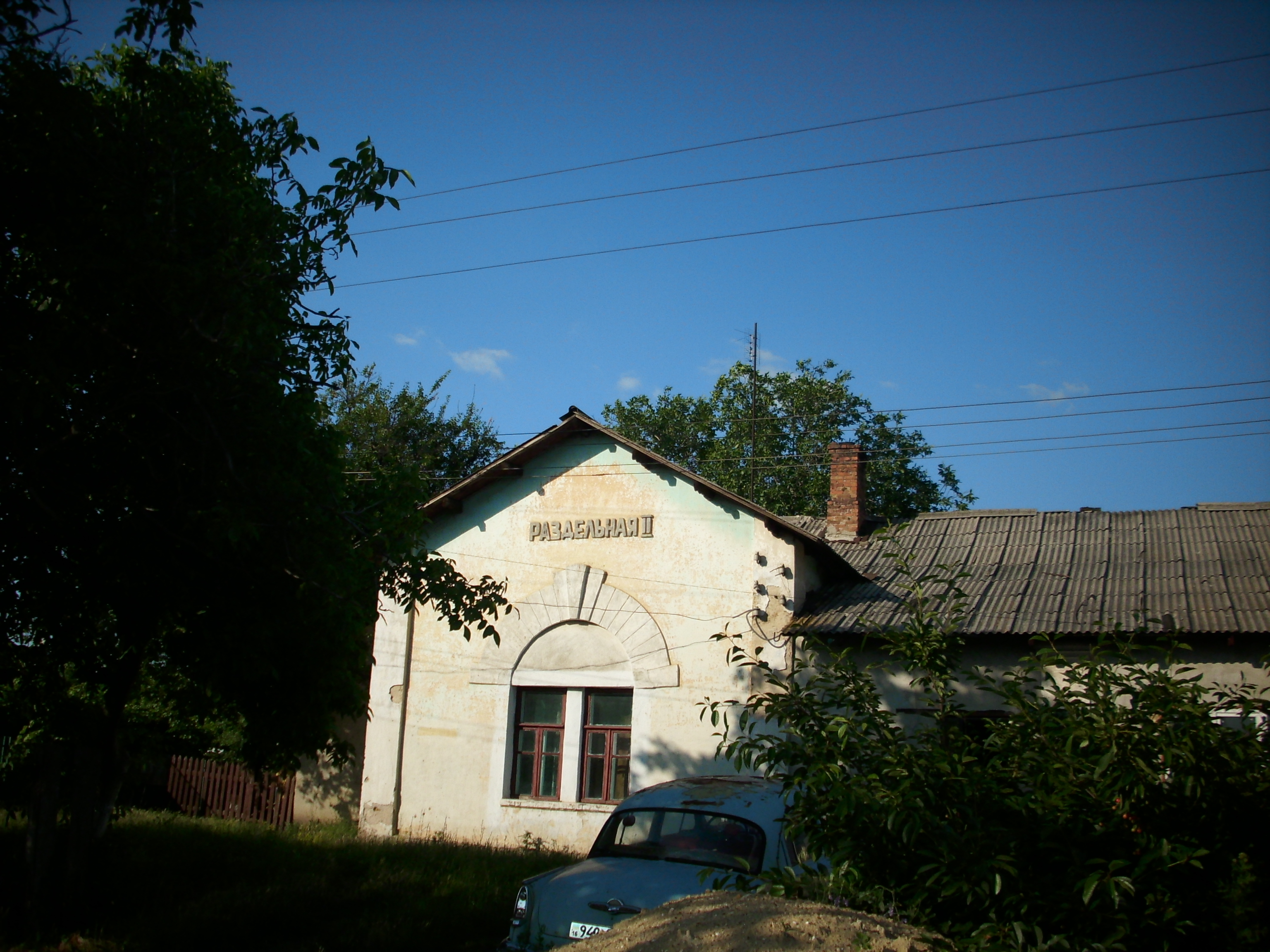
Будівля ст. Роздільна II (2011)

1916 року на станції Роздільна Понятівської волості Тираспольського повіту Херсонської губернії, мешкало 822 людини (394 чоловіки і 428 жінок).
Станом на 28 серпня 1920 року на станції Роздільна Понятівської волості Тираспольського повіту Одеської губернії, було 527 домогосподарств. Для 283 домогосподарів рідною мовою була російська, 185 — українська, 11 — польська, 8 — німецька, 7 — єврейська, 6 — білоруська, 6 — болгарська, 2 — молдовська, 12 — інші, 7 — не вказали.
На станції 2305 людей наявного населення (1134 чоловіка і 1171 жінка). Родина домогосподаря: 1008 чоловіків та 1023 жінки (родичів: 57 і 87; наймані працівники і прислуга: 4 і 9; мешканці та інші: 65 і 52 відповідно). Тимчасово відсутні: солдати Червоної армії — 38 чоловіків, військовополонені і безвісти зниклі — 13 чоловіків і 2 жінок, на заробітках — 1 жінка.
15—19 грудня 1921 року працівники станції брали участь у масштабному страйку залізничників, який охопив південь України.
Електрифіковано станцію у складі дільниці Вигода — Роздільна 1984 року. 6 грудня 1984 року вперше на станцію прибув електропоїзд з Одеси. 1990 року було продовжено електрифікацію  лінії на Подільськ, а 1992 року — лінію до Кучургана.
18 листопада 2003 року у Роздільній був введений в експлуатацію новий залізничний вокзал. Будівля старого вокзалу була повністю розібрана (на той час їй було 110 років). Новий залізничний вокзал будували трохи далі (південніше) від місця розташування старого. Так, у нову споруду була вбудована стара пожежна башта (північна частина будівлі, на ній розташовані годинники з обох боків). Новий роздільнянський вокзал став другим в Україні після Київського вокзалу, який повністю відповідає європейським нормам і стандартам. Посприяв будівництву нового вокзалу на той час міністр транспорту України Георгій Кірпа.

Сучасний вокзал станції Роздільна І
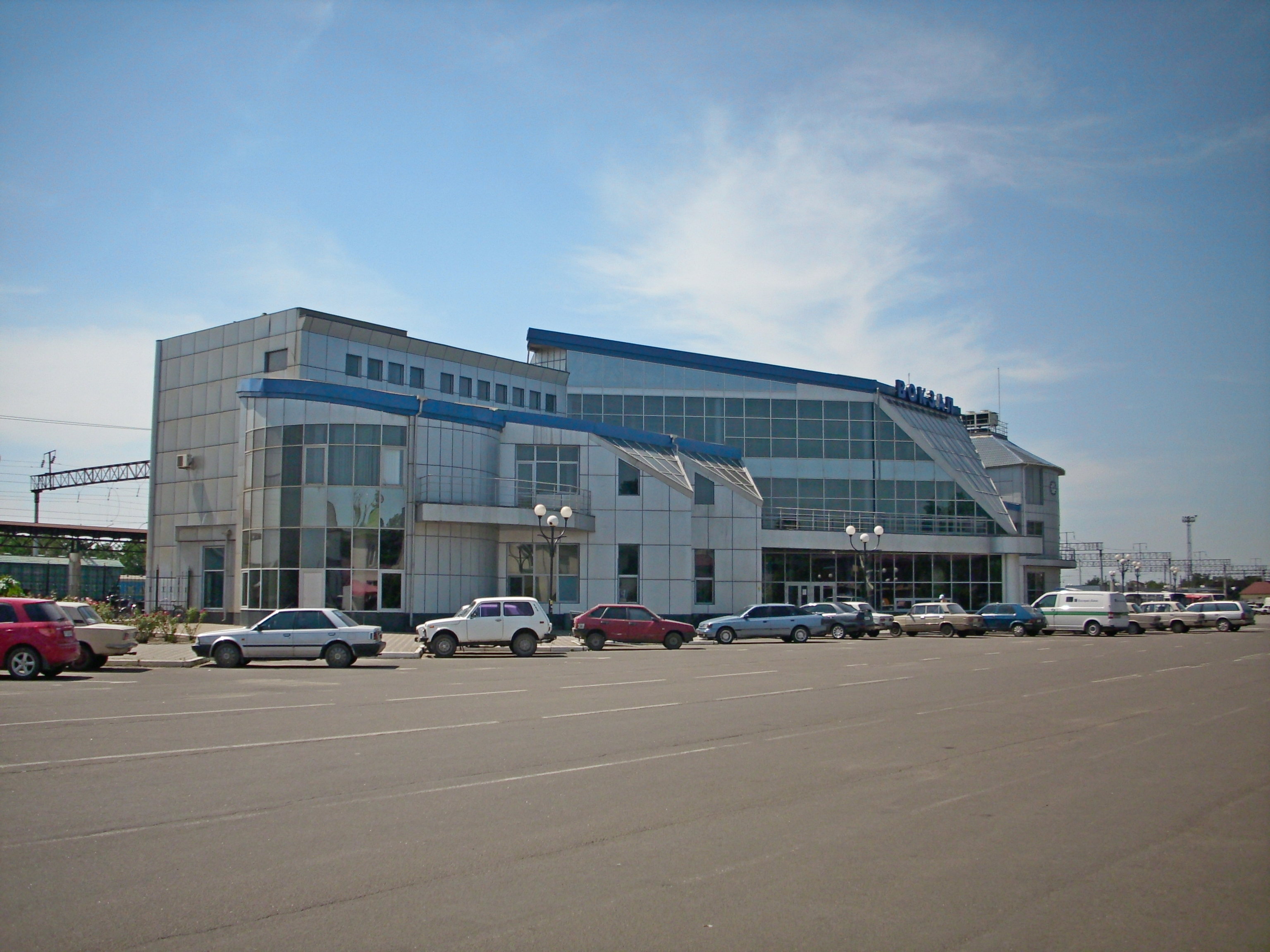
Привокзальна площа
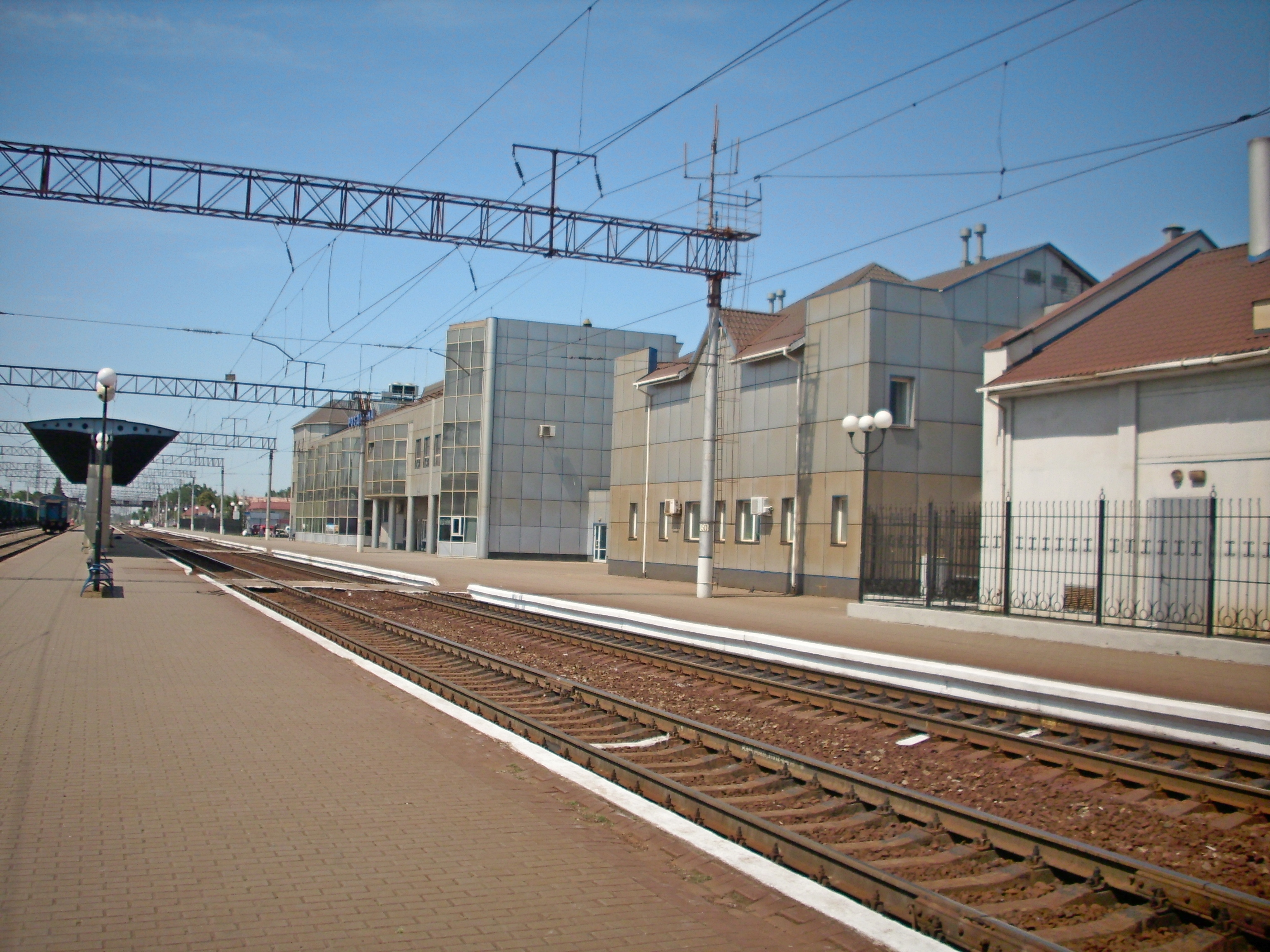
Вигляд у напрямку Подільська
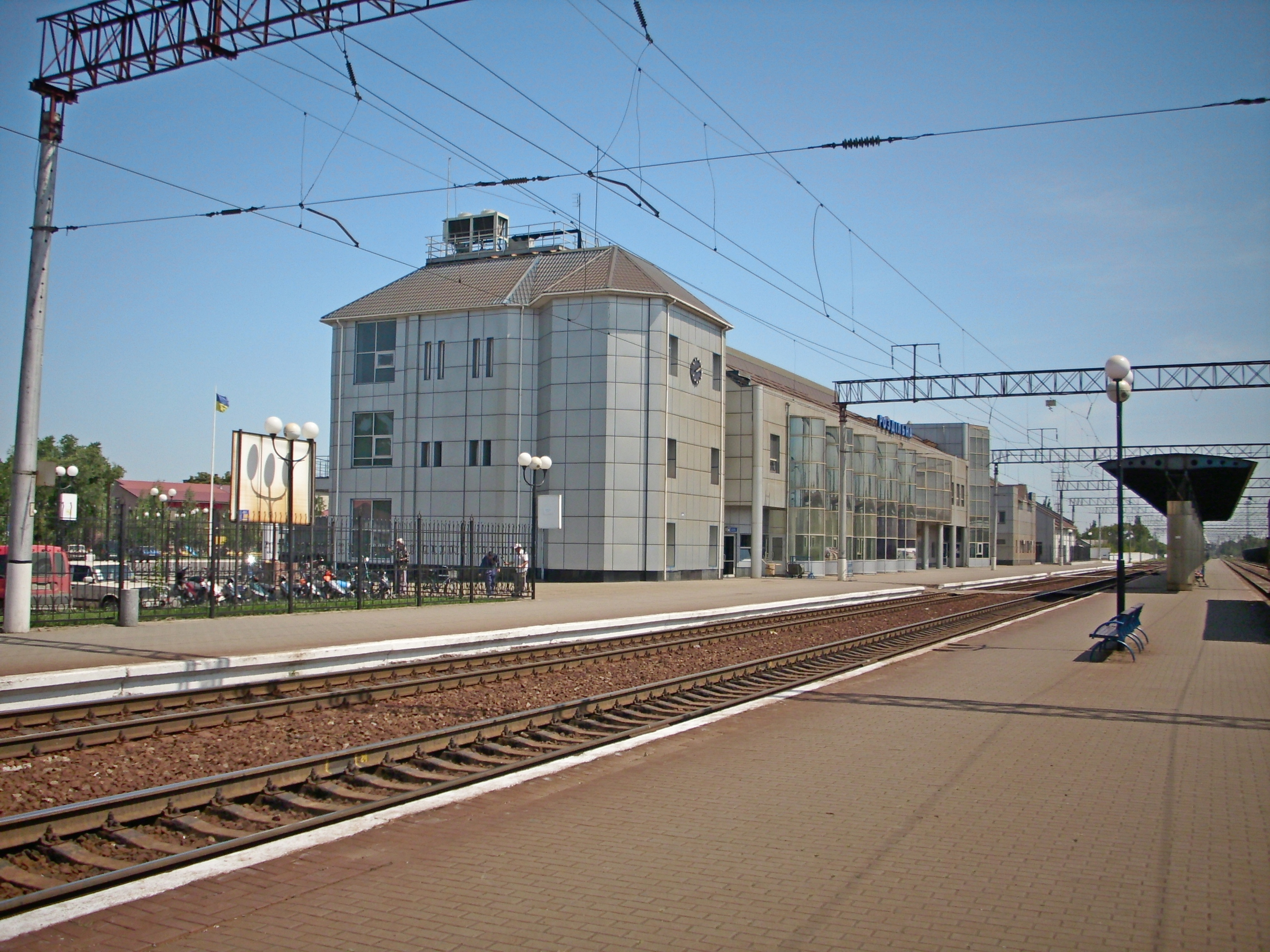
Вигляд у напрямку Одеси
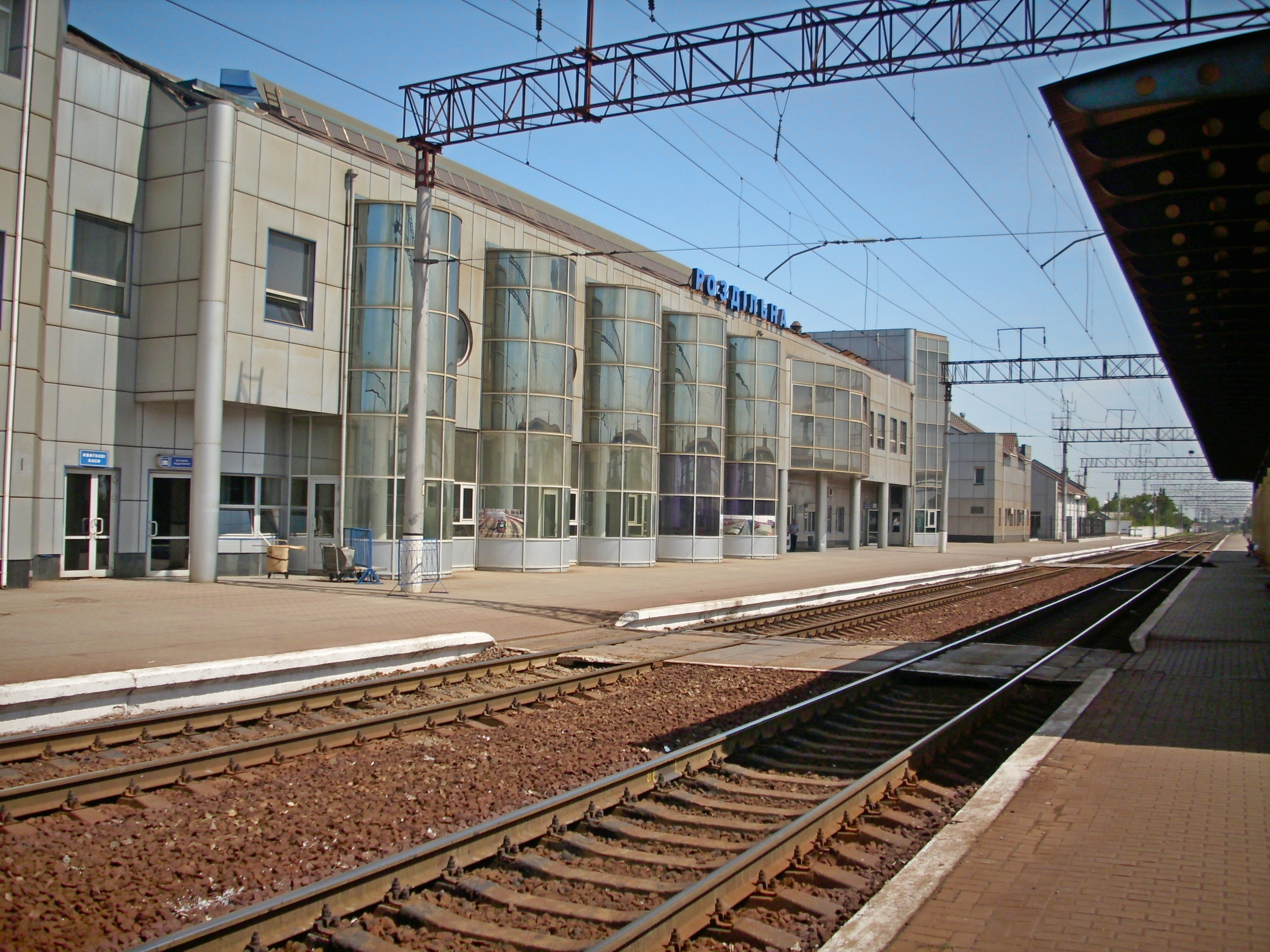
Платформи станції

18 листопада 2003 року введена в експлуатацію нова будівля вокзалу. Старий вокзал розібрали. У північній частині була вбудована стара пожежна вежа, яку залишили служити новому вокзалу.
18 листопада 2013 році пасажирський вокзал станції Роздільна І відзначив 10-річчя введення в експлуатацію.

## Пасажирське сполучення
На станції Роздільна І зупиняються потяги далекого та приміського сполучення. У середньому через станцію Роздільна І курсують близько 36 потягів далекого прямування, 47 транзитних і 5 приміських потягів (в тому числі дизель-потягів), які починають або закінчують свій маршрут у цьому населеному пункті. Найбільше потягів прибуває вранці. Середній час стоянки на станції становить 1 хвилину. Деякі потяги, що проходять по станції Роздільна курсують не кожен день (мають особливий графік руху).